# Synodontis caudalis
Synodontis caudalis är en fiskart som beskrevs av Boulenger, 1899. Synodontis caudalis ingår i släktet Synodontis och familjen Mochokidae. IUCN kategoriserar arten globalt som livskraftig. Inga underarter finns listade i Catalogue of Life.